# باري ساردو
باري ساردو، (بالإنجليزية: Bari Sardo)‏، هي بلدية، في مقاطعة نوورو، في إقليم سردينيا الإيطالي، وتقع على بعد حوالي 120 كم شمال شرق كالياري، وحوالي 9 كيلومترات (6 ميل) جنوب تورتولو.

## السكان
في سنة 1861 بلغ عدد السكان 1٬508 نسمة، وتطور العدد ليصل في سنة 2011 لـ 3٬938 نسمة.
يظهر هذا المخطط البياني تطور النمو السكاني لـ باري ساردو